# Komjatná
Komjatná è un comune della Slovacchia facente parte del distretto di Ružomberok, nella regione di Žilina.